# Akademia Korpusu Policyjnego w Bratysławie
Akademia Korpusu Policyjnego w Bratysławie (słow. Akadémia Policajného zboru v Bratislave, ang. Academy of Police Force in Bratislava; skrótowiec: APZ) – państwowa szkoła wyższa na Słowacji, założona 1 października 1992 roku, z siedzibą w Bratysławie, kształcąca przyszłych (najwyżej kwalifikowanych) funkcjonariuszy policji oraz innych służb odpowiedzialnych za bezpieczeństwo i porządek publiczny, a także pracowników wyspecjalizowanych wydziałów Ministerstwa Spraw Wewnętrznych Republiki Słowackiej.